# Deltochilum cupreicolle
Deltochilum cupreicolle är en skalbaggsart som beskrevs av Blanchard 1846. Deltochilum cupreicolle ingår i släktet Deltochilum och familjen bladhorningar. Inga underarter finns listade i Catalogue of Life.